# به آرامی
به آرامی (به اسپانیایی: Con Calma) ترانه‌ای از رپر پورتوریکویی، ددی یانکی با همکاری رپر کانادایی اسنو است. این ترانه در ۲۴ ژانویه ۲۰۱۹ منتشر شد.

## نسخه ریمیکس
در ۱۹ آوریل ۲۰۱۹، کمتر از سه ماه پس از انتشار نسخه اصلی، نسخه‌ای ریمیکس از این آهنگ با همکاری کیتی پری منتشر شد. کیتی پری در عرض یک شب این ترانه را ضبط کرد.